# George-Prosper de Verboom
Georges-Prosper de Verboom (Anversa, 9 gennaio 1665 – Barcellona, 19 gennaio 1744) è stato un ingegnere militare belga.

## Biografia
Figlio di Cornelius Verboom, il capo ingegnere militare di origine fiamminga al servizio del re di Spagna nei Paesi Bassi spagnoli, trascorse i suoi primi anni a Besançon dove il padre era incaricato delle fortificazioni.
Il 5 febbraio 1677 entrò nell'esercito spagnolo come cadetto e frequentò l'Accademia spagnola di ingegneria militare di Bruxelles.
Durante la Guerra dei Nove Anni, fu determinante nella campagna del 1691 di Guglielmo III d'Orange contro l'assedio di Mons e nel 1695 condusse l'assedio di Namur insieme all'ingegnere militare olandese Menno van Coehoorn. Fu promosso maresciallo di campo della cavalleria spagnola e due anni dopo gli venne assegnato il comando di un reggimento di cavalleria.
Nella guerra di successione spagnola, Verboom fu al comando della difesa di Anversa nel 1702 e prese parte anche all'assedio di Hulst.
Nel 1710 partecipò alla battaglia di Almenara contro il conte Guido von Starhemberg, dove fu catturato ed imprigionato fino al 1712. Ebbe una parte molto attiva nella conquista di Barcellona, dove si trasferì nel 1718 e dove supervisionò i lavori della Ciudadela.
Tra il 1737 e il 1738 assunse ad interim il ruolo di Capitano Generale della Catalogna.
Morì il 17 gennaio 1744 e fu sepolto nel Real Convento de Santa Catalina.